# موتسومي تاماباياشي
موتسومي تاماباياشي (باليابانية: 玉林 睦実) (مواليد 12 أكتوبر 1984)، هو لاعب كرة قدم ياباني سابق كان يلعب كمدافع.

## وصلات خارجية
- موتسومي تاماباياشي على موقع رابطة كرة القدم اليابانية للمحترفين (اليابانية)
- موتسومي تاماباياشي على موقع قاعدة بيانات كرة القدم.إي يو (الإنجليزية)
- موتسومي تاماباياشي على موقع Soccerway.com (الإنجليزية)
- موتسومي تاماباياشي على موقع عالم كرة القدم.نت (الإنجليزية)